# Animelo Summer Live

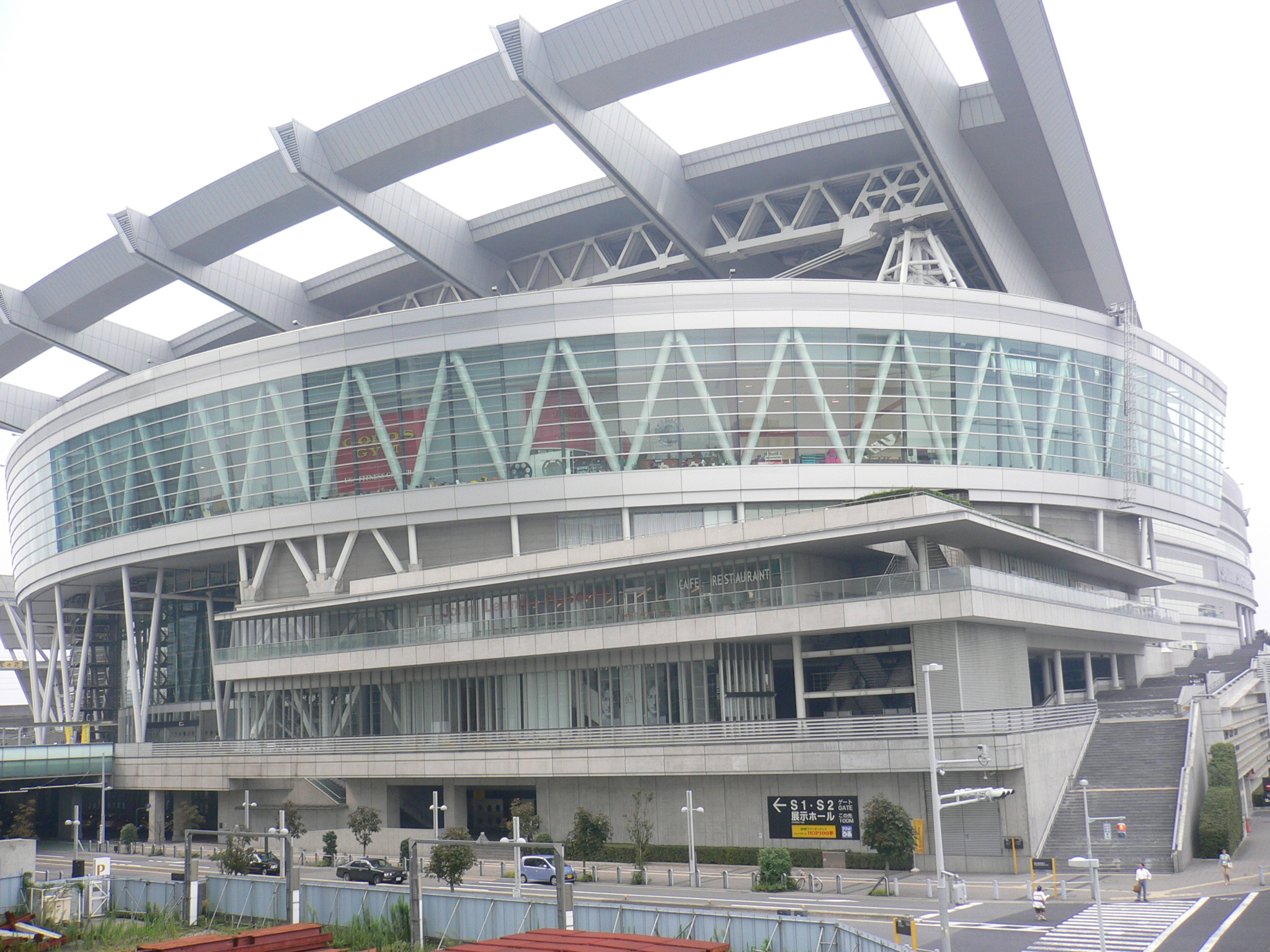
En Saitama Super Arena se Realizan Los Conciertos de Animelo Summer Live

Animelo Summer Live es el mayor concierto anual de anisongs (canciones de anime) en Japón administrado por Animelo Mix. Animelo Summer Live se ha llevado a cabo cada verano desde que se celebró por primera vez en 2005.

## Descripción
Los artistas del Animelo son cantantes y seiyuus que se especializan en el canto de canciones de anime o de temas de juegos. Los intérpretes no están necesariamente bajo la misma discográfica. Los intérpretes del Animelo son a menudo llamados Amigos Anisama, y están representados por la cantante famosa de anisongs y además productora del Animelo: Masami Okui. El aspecto más destacable de los conciertos Animelo es la colaboración que existe entre los artistas.
El Animelo tiene una canción diferente en cada año, que es cantada por todos los artistas en el final del concierto.

## 2005
- Título: Animelo Summer Live 2005 -THE BRIDGE-
- Fecha: 20 de julio de 2005.
- Lugar: Yoyogi National Gymnasium
- Patrocinadores: Dwango, QR
- Apoyo: FM NACK5
- Colaboración: evolution, Giza Studio, King Records, Geneon, Bellwood Records, Pony Canyon, Lantis, Realize Records

### Artistas
- Masami Okui
- Hironobu Kageyama
- JAM Project
- Nana Mizuki
- Naozumi Takahashi
- Minami Kuribayashi
- Chihiro Yonekura
- Yoko Ishida
- can/goo
- Mikuni Shimokawa
- Unicorn Table
- Tatsuhisa Suzuki
- Tomoe Ohmi
- Rina Aiuchi

### Lista de canciones
1. Transmigration / Nana Mizuki, Masami Okui (ES Hour Radio Time image song)
2. Rondo-revolution (輪舞-revolution?) / Masami Okui (Revolutionary Girl Utena OP)
3. A Confession of TOKIO / Masami Okui (CM song for Animelo Mix)
4. TRUST / Masami Okui (He Is My Master OP)
5. Open Your Mind ~chiisana hane hirogete~ (OPEN YOUR MIND～小さな羽根ひろげて?) / Yoko Ishida (Ah! My Goddess OP)
6. Jounetsu no Megami (情熱の女神?) / Yoko Ishida (Anime TV ED)
7. Zankoku na Tenshi no These (残酷な天使のテーゼ?) / Yoko Ishida, Masami Okui (Neon Genesis Evangelion OP)
8. We Are! (ウィーアー!?) / Hiroshi Kitadani, Masaaki Endoh, Naozumi Takahashi (One Piece OP)
9. Kujikenaikara! / Minami Kuribayashi, Mikuni Shimokawa (Slayers ED)
10. CHA-LA HEAD CHA-LA / Hironobu Kageyama (Dragon Ball Z OP)
11. Yume Kounen (夢光年?) / Hironobu Kageyama (Uchuusen Sagitarius ED)
12. Just A Survivor / Tatsuhisa Suzuki (Sukisho OP)
13. tomorrow / Mikuni Shimokawa (Full Metal Panic! OP)
14. Minami kaze (南風?) / Mikuni Shimokawa (Full Metal Panic!: The Second Raid OP)
15. Haruka, Kimi no Moto e... (遙か、君のもとへ...?) / Naozumi Takahashi (Haruka: Beyond the Stream of Time OP)
16. glorydays / Naozumi Takahashi (S.S.D.S. ~setsuna no eiyuu~ (S.S.D.S.～刹那の英雄～S.S.D.S. ~setsuna no eiyuu~?) image song)
17. kun ni ae te yokatta (君に会えてよかった?) (iromelo-mix) / Naozumi Takahashi (Radio Animelo Mix theme song)
18. FLY AWAY / unicorn table (Jinki:EXTEND OP)
19. Arashi no Naka de Kagayaite (嵐の中で輝いて?) / Chihiro Yonekura (Mobile Suit Gundam: The 08th MS Team OP)
20. Eien no Tobira (永遠の扉?) / Chihiro Yonekura (Mobile Suit Gundam: The 08th MS Team Miller's Report OP)
21. Anisama Special Medley / Chihiro Yonekura
  - WILL (Hōshin EngiOP)
  - Little Soldier (PowerPro Game OP)
  - Boku no SPEED de (僕のスピードで?) (Mahoraba ED)
22. Utakata (ウタカタ?) / Tomoe Ohmi (Dream Factory ED)
23. Maboroshi (まぼろし?) / can/goo (Sister Princess: RePure OP)
24. Oshiete ageru (教えてあげる?) / can/goo (Doki Doki School Hours OP)
25. Precious Memories / Minami Kuribayashi (Kimi ga Nozomu Eien OP)
26. Blue Treasure / Minami Kuribayashi (Tide-Line Blue OP)
27. Muv-Luv (マブラヴ?) / Minami Kuribayashi (Muv-Luv OP)
28. SKILL / JAM Project (2nd Super Robot Wars Alpha OP)
29. Genkai Battle (限界バトル?) / JAM Project (Yu-Gi-Oh! GX ED)
30. Meikyuu no Prisoner (迷宮のプリズナー?) / JAM Project (Super Robot Wars Original Generation: The Animation OP)
31. VICTORY / JAM Project, Yoko Ishida, Chihiro Yonekura (Super Robot Wars MX OP)
32. I can't stop my love for you / Rina Aiuchi (Detective Conan OP)
33. Koi Wa, Thrill, Shock, Suspense (恋はスリル、ショック、サスペンス?) / Rina Aiuchi (Detective Conan OP)
34. Still in the groove / Nana Mizuki (Iromelo Mix CM song)
35. Take a shot / Nana Mizuki (Magical Girl Lyrical Nanoha insert song)
36. WILD EYES / Nana Mizuki (Basilisk ED)
37. POWER GATE / Female performers
38. ONENESS / Anisama Friends
-encore-
39. ACCESS! / Naozumi Takahashi, Yoko Ishida, Masaaki Endoh, Masami Okui, Minami Kuribayashi, Mikuni Shimokawa, Tatsuhisa Suzuki, Nana Mizuki, Chihiro Yonekura (Radio Animelo Mix theme song)
40. ONENESS / All performers

### Media

#### CD
ONENESS
Fecha de salida: 24 de junio de 2005.
Letra, composición: Masami Okui
Animelo Summer Live 2005 -THE BRIDGE- theme song

## 2006
- Título: Animelo Summer Live 2006 -OUTRIDE-
- Fecha: 8 de julio de 2006.
- Lugar: Nippon Budokan
- Patrocinadores: Dwango, QR
- Apoyo: Kids Station
- Colaboración: Avex Trax, evolution, On The Run, Giza Studio, King Records, Geneon, Victor Entertainment, Bellwood Records, Lantis, Realize Records

### Artistas
- Masami Okui
- JAM Project
- Nana Mizuki
- Naozumi Takahashi
- Minami Kuribayashi
- Chihiro Yonekura
- Yoko Ishida
- Rina Aiuchi
- Ali Project
- U-ka saegusa IN db
- Chiaki Ishikawa
- savage genius
- KENN with The NaB's
- Aiko Kayo

#### Invitados Especiales
- Aya Hirano, Minori Chihara, Yūko Gotō (como el equipo de Suzumiya Haruhi no Yūtsu)

### Lista de canciones
1. MASK / Masami Okui, Minami Kuribayashi (Sorcerer Hunters ED)
2. Rumbling hearts / Minami Kuribayashi (Kimi ga Nozomu Eien game OP)
3. Crystal Energy / Minami Kuribayashi (My-Otome OP)
4. Shiawase no Iro (幸せのいろ?) / Yoko Ishida (Ah! My Goddess: Everyone Has Wings OP)
5. Aka no Seijaku (紅の静寂?) / Yoko Ishida (Shakugan no Shana ED)
6. Denkousekka no koi (電光石火の恋?) / Naozumi Takahashi (Haruka: Beyond the Stream of Time image song)
7. Muteki na Smile (無敵なsmile?) / Naozumi Takahashi (Muteki Kanban Musume ED)
8. OK! / Naozumi Takahashi
9. Female performers medley
  - arashi no naka de kagayaite (嵐の中で輝いて?) / Chihiro Yonekura (Gundam 08th MS Team OP)
  - Otome no Policy (乙女のポリシー?) / Yoko Ishida (Sailor Moon R OP)
  - Shining☆Days / Minami Kuribayashi (My-HiME OP)
  - Mezase Pokémon Master (めざせポケモンマスター?) / Rica Matsumoto (Pokémon OP)
10. Hare Hare Yukai (ハレ晴レユカイ?) / Aya Hirano, Minori Chihara, Yūko Gotō (The Melancholy of Haruhi Suzumiya ED)
11. Wake Up Your Heart / KENN with The NaB's (Yu-Gi-Oh! GX ED)
12. Forever... / savage genius (Elemental Gelade OP)
13. Inori no Uta (祈りの詩?) / savage genius (Simoun ED)
14. Aishitene motto (愛してね♥もっと?) / Aiko Kayo (Tenjho Tenge ED)
15. Hitomi no Naka no Meikyū (瞳の中の迷宮?) / Aiko Kayo (Yami to Bōshi to Hon no Tabibito OP)
16. WILL / Chihiro Yonekura (Hoshin Engi OP)
17. Aozora to kimi e (青空とキミへ?) / Chihiro Yonekura
18. Male performers medley
  - CHA-LA HEAD CHA-LA / Hironobu Kageyama
  - PLANET DANCE / Yoshiki Fukuyama (Macross 7 song)
  - We Are! (ウィーアー!?) / Hiroshi Kitadani (One piece OP)
  - Yuusha-Oh Tanjou! (勇者王誕生！?) / Masaaki Endoh (GaoGaiGar OP)
  - Soldier Dream ~Saint Shinwa~ (SOLDIER DREAM～聖闘士神話～?) / Hironobu Kageyama, Yoshiki Fukuyama, Hiroshi Kitadani, Masaaki Endoh (Saint Seiya OP)
19. Candy Lie / r.o.r/s (Masami Okui, Chihiro Yonekura)
20. SECOND IMPACT / Masami Okui (Animelo Mix CM song)
21. WILD SPICE / Masami Okui (Muteki Kanban Musume OP)
22. zero-G- / Masami Okui (Ray the Animation OP)
23. Kimi to Yakusoku Shita Yasashii Ano Basho Made (君と約束した優しいあの場所まで?) / U-ka Saegusa in dB (Detective Conan OP)
24. Everybody Jump / U-ka Saegusa in dB (Fighting Beauty Wulong Rebirth OP)
25. 100 Mono Tobira (100もの扉?) / Rina Aiuchi, U-ka Saegusa (Chorus: Sparkling Point) (Detective Conan OP)
26. GLORIOUS / Rina Aiuchi (Another Century's Episode 2 image song)
27. MIRACLE -Allegro. vivacemix- / Rina Aiuchi (MÄR ED)
28. Seishoujo Ryouiki (聖少女領域?) / ALI PROJECT (Rozen Maiden OP)
29. Bōkoku Kakusei Catharsis (亡國覚醒カタルシス?) / ALI PROJECT (.hack//Roots ED)
30. GONG (Album version) / JAM Project (Super Robot Wars Alpha 3 OP)
31. Garo ~Savior in the Dark~ (牙狼～SAVIOR IN THE DARK～?) / JAM Project (GARO OP)
32. SKILL / JAM Project, Chihiro Yonekura, Minami Kuribayashi, Yoko Ishida
33. Utsukushikereba sore de ii (美しければそれでいい?) / Chiaki Ishikawa (Simoun OP)
34. Anna ni Issho datta no ni (あんなに一緒だったのに?) / Chiaki Ishikawa (Mobile Suit Gundam SEED ED)
35. Super Generation / Nana Mizuki (Yaguchi Hitori ED)
36. Innocent Starter / Nana Mizuki (Magical Girl Lyrical Nanoha OP)
37. Hime Murasaki (ヒメムラサキ?) / Nana Mizuki (Basilisk ED)
38. Eternal Blaze / Nana Mizuki (Magical Girl Lyrical Nanoha A's OP)
39. OUTRIDE / Anisama Friends 
-encore-
40. ONENESS / Anisama Friends
41. OUTRIDE / All performers

### Media

#### CD
OUTRIDE
Sello: Geneon
Fecha de Salida: 9 de junio de 2006.
Letra: Masami Okui
Composición: Hironobu Kageyama
Arreglos: Yougo Kouno
Animelo Summer Live 2006 -OUTRIDE- theme song

#### DVD
Animelo Summer Live 2006 -OUTRIDE- I
Sello: King Records
Fecha de Salida: 21 de diciembre de 2006.
Animelo Summer Live 2006 -OUTRIDE- II
Sello: Victor Entertainment
Fecha de Salida: 21 de diciembre de 2006.
※La interpretación de "Hare Hare Yukai" no está incluida en el DVD.

## 2007
- Título: Animelo Summer Live 2007 Generation-A
- Fecha: 7 de julio de 2007.
- Lugar: Nippon Budokan
- Patrocinadores: Dwango, QR
- Apoyo: Kids Station, Television Kanagawa
- Colaboración: Avex Trax, avec tune, evolution, King Records, Columbia Music Entertainment, Geneon, Sistus Records, DMP Records, FIX Records, Lantis, Realize Records

### Artistas
- Masami Okui
- JAM Project
- Nana Mizuki
- Naozumi Takahashi
- Minami Kuribayashi
- Ali Project
- Haruko Momoi
- Jyukai
- m.o.v.e
- Tomoe Ohmi
- Psychic Lover
- Suara
- Cy-Rim rev.
- Minori Chihara

#### Invitados Especiales
- Aya Hirano
- Yabeno Hikomaru (Denchu) & Kotohime (MOMOEIKA)

#### Invitados Secretos
- Yoko Takahashi
- PaniCrew

### Lista de canciones
1. Rondo-revolution (輪舞-revolution?) / Masami Okui, Nana Mizuki (Revolutionary Girl Utena OP)
2. -w- / Masami Okui
3. Sora ni kakeru hashi (空にかける橋?) / Masami Okui (Tales of Eternia OP)
4. Romantic summer / Halko Momoi (Seto no Hanayome OP)
5. WONDER MOMO-i / Halko Momoi (Taiko no Tatsujin song)
6. Junpaku Sanctuary (純白サンクチュアリィ?) / Minori Chihara (Kiddy Grade 2 ED)
7. Kimi ga Kureta Ano Hi (君がくれたあの日 ?) / Minori Chihara
8. Koi no Dice Oshiete (恋のDice☆教えて?) / Cy-Rim rev. (Circusland I theme song)
9. Seishoujou Ryouiki (聖少女領域?) / Arika Takarano, Nana Mizuki (Rozen Maiden OP)
10. Tenohira (てのひら?) / Naozumi Takahashi
11. Kimi ni Aete Yokatta (君に会えてよかった?) / Naozumi Takahashi (Radio Animelo Mix theme song)
12. Yell！ / Minami Kuribayashi (Super Robot Wars Original Generation: Divine Wars ED)
13. Tsubasa wa Pleasure Line (翼はPleasure Line?) / Minami Kuribayashi (Chrono Crusade OP)
14. Musouka (夢想歌?) / Suara (Utawarerumono OP)
15. Kimi ga tame (キミガタメ ?) / Suara (Utawarerumono ED)
16. Float～Sora no Kanata e～ (Float～空の彼方で～?)/ Tomoe Ohmi (SoltyRei ED)
17. Rock River e (ロックリバーへ?) / Tomoe Ohmi (Araiguma Rascal OP)
18. Ushiroyubisasaregumi (うしろゆびさされ組 ?) / Minami Kuribayashi, Halko Momoi (High School! Kimengumi OP)
19. Systematic Fantasy / m.o.v.e (Gekisou! GT ED)
20. Gamble Rumble / m.o.v.e (Initial D Third Stage OP)
21. Let’s Go! Onmyouji (レッツゴー！陰陽師 ?) / Yabeno Hikomaru (Denchu) & Kotohime (MOMOEIKA) with Bouzu Dancers
22. Tokusou Sentai Dekaranger (特捜戦隊デカレンジャー?) / Psychic Lover (Tokusō Sentai Dekaranger OP)
23. XTC / Psychic Lover (Witchblade OP)
24. Anata ga ita Mori (あなたがいた森?) / Jyukai (Fate/stay night ED)
25. Sakasete wa Ikenai Hana (咲かせてはいけない花 ?) / Jyukai
26. Yuukyou Seishunka (勇侠青春謳?) / ALI PROJECT (Code Geass ED)
27. Ankoku Tengoku (暗黒天国?) / ALI PROJECT (Kamichama Karin OP)
28. Hizamazuite Ashi o Oname (跪いて足をお嘗め?) / ALI PROJECT (Princess Resurrection ED)
29. Medley / Yoko Takahashi 
  - Tamashii no Refrain (魂のルフラン?) (Evangelion: Death and Rebirth theme song)
  - Zankoku na Tenshi no These (残酷な天使のテーゼ?) (Neon Genesis Evangelion OP)
30. Bouken Desho Desho? (冒険でしょでしょ??) ~punk version~ / Aya Hirano (The Melancholy of Haruhi Suzumiya OP)
31. Break Out / JAM Project (Super Robot Wars Original Generation: Divine Wars OP)
32. VICTORY / JAM Project
33. SKILL / JAM Project
34. Justice to Believe / Nana Mizuki (Wild Arms 5 OP)
35. SECRET AMBITION / Nana Mizuki (Magical Girl Lyrical Nanoha Strikers OP)
36. Heart-shaped chant / Nana Mizuki (Shining Wind Game OP)
37. Generation-A / Anisama Friends
-encore-
38. OUTRIDE/ Anisama Friends
39. Generation-A / All performers

### Media

#### CD
Generation-A
Sello: Dwango
Fecha de Salida: 20 de junio de 2007.
Letra, composición: Masami Okui
Arreglos: MACARONI☆, Monta
Animelo Summer Live 2007 Generation-A theme song

#### DVD
Animelo Summer Live 2007 -GENERATION A-
Sello: Lantis
Fecha de Salida: 28 de noviembre de 2007.
※La interpretación de "Dekaranger" de Psychic Lover no está incluida en el DVD.

## 2008
- Título: Animelo Summer Live 2008 -Challenge-
- Fecha: 30 y 31 de agosto de 2008.
- Lugar: Saitama Super Arena
- Patrocinadores: Dwango, QR
- Apoyo: Kids Station, Television Kanagawa, FM NACK5, Saitama Super Arena
- Colaboración: Avex Trax, King Records, Geneon, Lantis

### Artistas

#### 30 de agosto
- Ali Project
- Yoko Ishida
- Karen Girl's
- GRANRODEO
- CooRie
- Minami Kuribayashi
- savage genius
- Suara
- Yukari Tamura
- Minori Chihara
- AAA
- Nana Mizuki
- m.o.v.e
- yozuca*
- Masami Okui
- AKINO from bless4

#### 31 de agosto
- ave;new feat. Saori Sakura
- Chiaki Ishikawa
- ELISA
- Kurobara Hozonkai
- Psychic Lover
- JAM Project
- Domestic Love Band
- The Idolmaster (Eriko Nakamura, Asami Imai, Chiaki Takahashi, Asami Shimoda)
- Aya Hirano
- Aki Misato
- May'n
- MOSAIC.WAV
- Haruko Momoi
- Chihiro Yonekura
- miko
- Lia
- Yoshiki Fukuyama
- Sound Horizon

### Lista de canciones
Día 1 - 30 de agosto.
1. Koiseyo Onnanoko ~ Anone Mamimume☆Mogacho / Nana Mizuki + Yukari Tamura (Gokujou Seitokai OP & Mamimume☆Mogacho OP)
2. Douwa Meikyuu / Yukari Tamura (Otogi-Jushi Akazukin OP)
3. Bambino Bambina / Yukari Tamura (Itazura Kuro Usagi OP)
4. Melon no Theme - Yukari Oukoku Koka / Yukari Tamura
5. Strike Witches - Watashi ni Dekiru Koto / Yoko Ishida (Strike Witches OP)
6. Eien no Hana / Yoko Ishida (Ai yori Aoshi OP)
7. Sakura Saku Mirai Koi Yume / Yozuca* (Da Capo OP)
8. Morning - sugar rays / Yozuca*
9. Sentimental / CooRie (Midori Days OP)
10. Sonzai / CooRie (Da Capo ED)
11. DIVE INTO STREAM / m.o.v.e (Initial D EXTREME STAGE OP)
12. Gamble Rumble / m.o.v.e (Initial D Third Stage OP)
13. ZERO / AAA (World Destruction OP)
14. Climax Jump / AAA (Kamen Rider Den-O OP)
15. Over The Future / Karen Girl’s (Zettai Karen Children OP)
16. nowhere / savage genius + Minori Chihara + Yozuca* (Madlax IN)
17. JUST TUNE / savage genius (Yozakura Quartet OP)
18. Omoi wo Kanadete / savage genius (Uta Kata OP)
19. Sousei no Aquarion / AKINO from bless4 (Sousei no Aquarion OP1)
20. Go Tight! / AKINO from bless4 (Sousei no Aquarion OP2)
21. Doukoku no Ame / GRANRODEO (Koisuru Tenshi Angelique OP)
22. Kenzen na Honnou / GRANRODEO
23. Love Jump / Minami Kuribayashi (Kure-nai OP)
24. Next Season / Minami Kuribayashi (Kimi ga Nozomu Eien: Next Season OP)
25. Shining☆Days / Minami Kuribayashi (Mai-HiME OP)
26. haunting Melody / Suara (Tears to Tiara PS3 OP)
27. Seiza / Suara (Kusari ED)
28. Shijin no Tabi from Contact / Minori Chihara
29. Ameagari no Hana Yo Sake / Minori Chihara
30. Yuki, Muon, Madobe Nite. / Minori Chihara (The Melancholy of Haruhi Suzumiya Yuki Nagato Character Song)
31. Rondo-revolution (輪舞-revolution?) / Minori Chihara + Masami Okui (Shoujo Kakumei Utena OP ~ tribute album ver)
32. INSANITY / Masami Okui (Muv-Luv Alternative Total Eclipse OP)
33. Kotodama / ALI PROJECT (Shigofumi OP)
34. Ai to Makoto / ALI PROJECT (pop'n music Game song)
35. Waga Routashi Aku no Hana / ALI PROJECT (Code Geass R2 ED)
36. Zankou no Gaia / Nana Mizuki (SelectionX ED)
37. Dancing in the velvet moon / Nana Mizuki (Rosario + Vampire ED)
38. Pray / Nana Mizuki (Magical Girl Lyrical Nanoha Strikers IN)
39. ETERNAL BLAZE / Nana Mizuki + Takarano Arika (Magical Girl Lyrical Nanoha A's OP)
40. Yells ～It's a beautiful life～ / Anisama 2008 artists (Animelo 2008 theme song)

Encore:
1. Generation-A / Anisama 2008 artists (Animelo 2007 theme song)
2. Yells ～It's a beautiful life～ / Anisama 2008 artists

Día 2 - 31 de agosto.
1. Omoide wa Okkusenman! / JAM Project + Aki Misato (Mega Man 2 background song)
2. BLOOD QUEEN / Aki Misato (Kaibutsu Oujo OP)
3. Kimi ga Sora Datta / Aki Misato (Mai-HiME ED)
4. euphoric field / ELISA (Ef: A Tale of Memories. OP)
5. HIKARI / ELISA (Nabari no Ou ED)
6. Happy☆Material / Angela (Mahō Sensei Negima! OP)
7. Shangri-La / Angela (Soukyuu no Fafner OP)
8. Asa to Yoru no Roman / Sound Horizon
9. Dorei Shijou / Sound Horizon
10. Seisen no Iberia (medley) / Sound Horizon
11. Hanabi ～ Manten Planetarium (medley) / Kurobara Hozonkai
12. Hikari / Kurobara Hozonkai (Inukami! OP)
13. Feel so Easy! / Haruko Momoi (Mission-E ED)
14. LOVE.EXE / Haruko Momoi (Baldr Force Exe OP)
15. Tenbatsu! Angel Rabbie / UNDER17 + MOSAIC.WAV (Tenbatsu Angel Rabbie ED)
16. Saikyou○×Keikaku / MOSAIC.WAV (Sumomomo Momomo OP)
17. Gacha Gacha Cute. Figu@MATE / MOSAIC.WAV (Figu@MATE OP)
18. true my heart ～ Iris ～ (medley) / ave;new feat. Saori Sakura (Nursery Rhyme OP)
19. Lovely☆Angel!! (Short Ver.) / ave;new feat. Saori Sakura (Stealing money Tenshi Twin Angel song)
20. Marisa wa Taihen na Mono wo Nusunde Ikimashita / miko (IOSYS) (Touhou Project)
21. Tori no Uta / Lia (Air OP)
22. GO MY WAY!! ～ Kiramekirari ～ relations ～ Agent Yoru wo Yuku ～ Do-Dai ～Aoi Tori ～ GO MY WAY!! (medley) / Eriko Nakamura, Asami Imai, Chiaki Takahashi, Asami Shimoda from The Idolmaster
23. THE IDOLM@STER / Eriko Nakamura, Asami Imai, Chiaki Takahashi, Asami Shimoda from The Idolmaster
24. Makka na Chikai / Yoshiki Fukuyama (Busou Renkin OP)
25. Northern Cross / May'n (Macross F ED)
26. Iteza Gogo Kuji Don’t be late / May’n (Macross F IN)
27. Precious Time, Glory Days / PSYCHIC LOVER (Yu-Gi-Oh! GX OP)
28. Kodou ～get closer～ / PSYCHIC LOVER (Witchblade IN)
29. Love Gun / Aya Hirano
30. Unnamed world / Aya Hirano (Nijū Mensō no Musume ED)
31. Uninstall / Chiaki Ishikawa (Bokurano OP)
32. Prototype / Chiaki Ishikawa (Gundam 00 ED)
33. Anna Ni Issho Datta No Ni ～ Arashi no Naka de Kagayaite / Chiaki Ishikawa + Chihiro Yonekura (Gundam SEED ED & Gundam The 08th MS Team OP)
34. Eien no Tobira / Chihiro Yonekura (Gundam The 08th MS Team Movie OP)
35. FRIENDS / Chihiro Yonekura (Senkaiden Houshin Engi ED)
36. No Border / JAM Project
37. Rocks / JAM Project (Super Robot Wars Original Generation OP)
38. SKILL / JAM Project (2nd Super Robot Wars Alpha OP)
39. Yells ～It’s a beautiful life～ / Anisama 2008 artists (Animelo 2008 theme song)

Encore:
1. OUTRIDE / Anisama 2008 artists (Animelo 2006 theme song)
2. Yells ～It’s a beautiful life～ / Anisama 2008 artists

### Media

#### CD
Yells ~It's A Beautiful Life~
Sello: Dwango / evolution
Fecha de Salida: 32 de julio de 2008.
Letra: Masami Okui
Composición: Hironobu Kageyama
Animelo Summer Live 2008 Challenge theme song

#### DVD / Bluray
Animelo Summer Live 2008 -Challenge- 8.30
Animelo Summer Live 2008 -Challenge- 8.31
Sello: King Records
Fecha de Salida: 25 de marzo de 2009.
※Algunas interpretaciones no están incluidas en los DVD / Bluray:
- Strike Witches - Watashi ni Dekiru Koto / Ishida Yoko.
- Todas de Sound Horizon y The Idolm@ster.

## 2009
- Título: Animelo Summer Live 2009 -RE:BRIDGE-
- Fecha: 22 y 23 de agosto de 2009.
- Lugar: Saitama Super Arena
- Patrocinadores: Dwango, Nippon Cultural Broadcasting, Good Smile Company, Bushiroad
- Apoyo: Animax Broadcast Japan, NACK5, Saitama Super Arena
- Colaboración: King Records, Geneon Entertainment, 5pb., flying DOG, Lantis...

### Artistas

#### 22 de agosto
- Ayane
- ALI PROJECT
- angela
- Chiaki Ishikawa
- Kanako Itō
- ELISA
- Minami Kuribayashi
- GRANRODEO
- Asami Shimoda
- JAM Project
- Minori Chihara
- Shoko Nakagawa (Special Appearance)
- Miku Hatsune (from Vocaloid 2)
- Beat Mario
- Yui Horie
- Manzo
- Mamoru Miyano
- May'n
- Haruko Momoi

#### 23 de agosto
- Tomoe Ohmi
- Kenji Ohtsuki and Zetsubou Shōjo Tachi (Ai Nonaka, Ryōko Shintani, Yū Kobayashi, Miyuki Sawashiro)
- Masami Okui
- GACKT
- Hironobu Kageyama
- Psychic Lover
- Yui Sakakibara
- savage genius
- Suara
- Yukari Tamura
- The Idolmaster (Eriko Nakamura, Asami Imai, Mayako Nigo)
- Aya Hirano
- FictionJunction
- Faylan
- Nana Mizuki
- m.o.v.e
- Yousei Teikoku
- Chihiro Yonekura

### Lista de canciones
Día 1 - 22 de agosto.
1. Zankoku na Tenshi no These / angela + Chiaki Ishikawa (Neon Genesis Evangelion OP)
2. Spiral / angela (Asura Cryin' OP)
3. Shangri-La / angela (Soukyuu no Fafner OP)
4. F.D.D / Kanako Itou (Chaos;Head OP)
5. Tsuisou no Despair / Kanako Itou (Higurashi no Naku Koro ni: Kizuna OP)
6. Ai no Medicine ～Anisama Version～ / Haruko Momoi (Nurse Witch Komugi-chan Magikarte OP)
7. WONDER MOMO-i ～World tour version～ / Haruko Momoi (Taiko no Tatsujin song)
8. My Pace Daioh / Haruko Momoi + manzo (Genshiken OP)
9. Mizonokuchi Taiyou Zoku / manzo (Tentai Senshi Sunred OP)
10. Zoku Mizonokuchi Taiyou Zoku / manzo (Tentai Senshi Sunred OP)
11. Endless Tears… / Ayane (11eyes Crossover OP)
12. Complex Image / Ayane (Higurashi no Naku Koro ni: Matsuri OP)
13. Wonder Wind / ELISA (Hayate no Gotoku!! OP)
14. ebullient future ～Anisama Version～ / ELISA (Ef: A Tale of Melodies. OP)
15. Kokoro / Asami Shimoda
16. Miku Miku ni Shite Ageru ♪ / Miku Hatsune
17. Black Rock Shooter / Miku Hatsune
18. Help me, ERINNNNNN!! / Beat Mario (COOL&CREATE) (Touhou Project)
19. tRANCE / GRANRODEO (Kurokami: The Animation OP)
20. modern strange cowboy / GRANRODEO (Needless OP)
21. JET!!～Vanilla Salt (medley) / Yui Horie (Toradora! ED)
22. YAHHO!! / Yui Horie (Kanamemo ED)
23. HAPPY☆MATERIAL / Minori Chihara + Yui Horie (Mahō Sensei Negima! OP)
24. First Pain / Chiaki Ishikawa (Element Hunters OP)
25. Prototype / Chiaki Ishikawa (Gundam 00 ED)
26. J☆S / Mamoru Miyano (Card Gakuen ED)
27. Discovery / Mamoru Miyano (Fushigi Yuugi Suzaku Ibun OP)
28. Kimi Shinitamou Koto Nakare / May'n (Shangri-La OP)
29. Diamond Crevasse / May'n (Macross Frontier ED)
30. Miracle Upper WL / May'n + Masami Okui (Ontama! OP)
31. Sorairo Days / Shoko Nakagawa (Tengen Toppa Gurren-Lagann OP)
32. Namida no Tane, Egao no Hana / Shoko Nakagawa (Tengen Toppa Gurren Lagann The Movie: The Spiral Stone Chapter OP)
33. WHAT’S UP GUYS? / Minami Kuribayashi + Kishow Taniyama (Sorcerer Hunters OP)
34. Kitei no Tsurugi / ALI PROJECT (Kurogane no Linebarrels OP)
35. Senritsu no Kodomotachi / ALI PROJECT (Phantom Requiem for The Phantom OP)
36. Jigoku no Mon / ALI PROJECT (Phantom Requiem for The Phantom ED)
37. Voyager train / Minori Chihara (Plus Anison ED)
38. Tomorrow’s chance / Minori Chihara (RunRun LAN OP)
39. Paradise Lost / Minori Chihara (Ga-Rei Zero OP)
40. Precious Memories / Minami Kuribayashi (Kimi Ga Nozomu Eien OP)
41. Namida no Riyuu / Minami Kuribayashi (School Days ED)
42. sympathizer / Minami Kuribayashi (Kurokami: The Animation OP)
43. Crest of Z’s / JAM Project (Super Robot Wars Z PS2 OP)
44. Shugojin -the guardian- / JAM Project (Shin Mazinger Shougeki! Z-Hen OP)
45. Rescue Fire! / JAM Project (Tomica Hero Rescue Fire OP)
46. SKILL! / JAM Project (2nd Super Robot Wars Alpha OP)
47. RE:BRIDGE ～Return to Oneself～ / Anisama 2009 artists (Animelo 2009 theme song)

Encore:
1. OUTRIDE / Anisama 2009 artists (Animelo 2006 theme song)
2. RE:BRIDGE ～Return to Oneself～ / Anisama 2009 artists (except Miku Hatsune)

Día 2 - 23 de agosto.
1. DISCOTHEQUE～MonStAR / Nana Mizuki + Aya Hirano (Rosario + Vampire Capu2 OP)&(Ani eggs ED)
2. Super Driver / Aya Hirano (The Melancholy of Haruhi Suzumiya OP)
3. Set me free / Aya Hirano (Run Run LAN! OP)
4. Yakusoku no Basho e / Chihiro Yonekura (Kaleido Star OP)
5. 10 YEARS AFTER / Chihiro Yonekura (Mobile Suit Gundam: The 08th MS Team ED)
6. Soshite Boku wa... / Yui Sakakibara (Prism Ark OP)
7. Koi no Honoo / Yui Sakakibara (Kanokon ED)
8. Tamakui / Yousei Teikoku (Ga-Rei Zero IN)
9. last Moment / Yousei Teikoku (Mai-Otome Game IN)
10. Hitotoshite Jiku ga Bureteiru / Kenji Ohtsuki & Zetsubou-shoujotachi (Sayonara Zetsubou Sensei OP)
11. Kuusou Rumba / Kenji Ohtsuki & Zetsubou-shoujotachi (Zoku Sayonara Zetsubou Sensei OP)
12. Ringo Mogire Beam! / Kenji Ohtsuki & Zetsubou-shoujotachi (Zan Sayonara Zetsubou Sensei OP)
13. CHA-LA HEAD-CHA-LA ～acoustic version～ / Hironobu Kageyama (Dragon Ball Z OP)
14. SOLDIER DREAM / Hironobu Kageyama (Saint Seiya OP)
15. Parallel Hearts / FictionJunction (Pandora Hearts OP)
16. Akatsuki no Kuruma / FictionJunction (Gundam Seed IN)
17. nowhere / FictionJunction (Madlax IN)
18. Return to Love / Tomoe Ohmi (Solty Rei ED)
19. Maze / savage genius + Tomoe Ohmi (Pandora Hearts ED1)
20. Watashi o Mitsukete. / savage genius (Pandora Hearts ED2)
21. Dark Side of the Light / Faylan (Ga-Rei Zero IN)
22. mind as Judgment / Faylan (Canaan OP)
23. Tamashii no Rufuran / Masami Okui + Faylan (Evangelion: Death and Rebirth theme song)
24. LOVE SHIELD / Masami Okui (Koisuru Otome to Shugo no Tate Movie OP)
25. Maiochiru Yuki no You ni / Suara (White Album ED)
26. Free and Dream / Suara (Tears to Tiara OP)
27. DANZEN! Futari wa Precure / Yukari Tamura + Ryoko Shintani (Futari wa Pretty Cure OP)
28. LOST IN SPACE / Psychic Lover (Tytania ED)
29. THE IDOLM@STER / THE IDOLM@STER (THE IDOLM@STER OP)
30. Kiramekirari / THE IDOLM@STER
31. my song / THE IDOLM@STER
32. DOGFIGHT～Blazin’ Beat (medley) / m.o.v.e (Initial D Fourth Stage OP)&(Initial D Second Stage OP)
33. Gravity / m.o.v.e (Lucky Star IN)
34. Chelsea Girl / Yukari Tamura (Yukari Tamura, Mischievous Black Rabbit OP)&(Café Black Rabbit ~Secret Nook~ OP)
35. Tomorrow / Yukari Tamura (Growlanser OP)
36. Little Wish / Yukari Tamura (Mahou Shoujo Lyrical Nanoha ED)
37. Ai Senshi / GACKT (Mobile Suit Gundam: Gundam vs. Gundam Next OP)
38. The Next Decade / GACKT (Kamen Rider Decade: All Riders vs. Dai-Shocker  Movie OP)
39. REDEMPTION / GACKT (Dirge of Cerberus: Final Fantasy VII)
40. Gimmick Game / Nana Mizuki + motsu (Card Gakuen OP)
41. Shin Ai / Nana Mizuki + Suara (White Album OP)
42. Etsuraku Camellia / Nana Mizuki (Hammer laugh! One phrase ED)
43. Orchestral Fantasia / Nana Mizuki (MUSIC FIGHTER POWER PLAY song)
44. RE:BRIDGE ～Return to Oneself～ / Anisama 2009 artists (Animelo 2009 theme song)

Encore:
1. ONENESS / Anisama 2009 artists (Animelo 2005 theme song)
2. RE:BRIDGE ～Return to Oneself～ / Anisama 2009 artists

### Media

#### CD
RE:BRIDGE～Return to oneself～
Sello: Dwango / Evolution
Fecha de Salida: June 24, 2009
Letra: Masami Okui
Composición: Minami Kuribayashi
Animelo Summer Live 2009 RE:BRIDGE theme song

#### DVD / Bluray
Animelo Summer Live 2009 RE:BRIDGE 8.22
Animelo Summer Live 2009 RE:BRIDGE 8.23
Sello: King Records
Fecha de Salida: 24 de febrero de 2010.
※Las interpretaciones de Shoko Nakagawa no están incluidas en los DVD / Bluray.

## 2010
- Título: Animelo Summer Live 2010 -evolution-
- Fecha: 28 y 29 de agosto de 2010. Conciertos adicionales: Animelo en Shanghái y Anisama Girl's Night (31 de octubre en Osaka y 3 de noviembre en Tokio).
- Lugar: Saitama Super Arena
- Patrocinadores: Dwango, Nippon Cultural Broadcasting, Good Smile Company, Bushiroad
- Apoyo: Animax Broadcast Japan, NACK5, Saitama Super Arena
- Colaboración: King Records, Lantis, Geneon Entertainment, 5pb., flying DOG, Avex Trax, Realize Records, Akihabara Records

### Artistas

#### 28 de agosto
- angela
- Kanako Ito
- ELISA
- Girls Dead Monster (LiSA & Marina)
- GRANRODEO
- THE GOMBAND
- Sphere
- Yuuka Nanri
- Chiaki Ishikawa
- Minami Kuribayashi
- JAM Project
- Naozumi Takahashi
- Nomico + Masayoshi Minoshima
- fripSide
- Chihiro Yonekura
- Lia

#### 29 de agosto
- Ayane
- Masaaki Endo
- Masami Okui
- CrushTears
- Psychic Lover
- Minori Chihara
- Faylan
- May'n
- ALI PROJECT
- Yukari Tamura
- Nana Mizuki
- Milky Holmes
- Milktub
- Halko Momoi

#### Invitados secretos
- Naomi Tamura
- KOTOKO
- motsu

### Lista de canciones
Día 1 - 28 de agosto.
1. Rescue Fire / JAM Project + Minami Kuribayashi (Tomica Hero Rescue Fire OP)
2. Only my Railgun / fripSide (Toaru Kagaku no Railgun OP)
3. Level5-Judgelight- / fripSide (Toaru Kagaku no Railgun OP)
4. Alternative / angela (Asura Cryin' 2 OP)
5. Separation / angela (Soukyuu no Fafner ED)
6. Aoi Haru / angela (Seitokai Yakuindomo ED)
7. Tooku made～infinity～ / Naozumi Takahashi
8. Clover / Naozumi Takahashi
9. Tsukishirube / Yuuka Nanri (Ookami Kakushi ED)
10. Shizuku / Yuuka Nanri (.hack//Quantum OP)
11. Dear my Friend ～Mada Minu Mirai e～ / ELISA (Toaru Kagaku no Railgun ED)
12. Real Force / ELISA (Toaru Kagaku no Railgun ED)
13. Gyakko / Chiaki Ishikawa (Sengoku Basara 3 ED)
14. Ruisen / Chiaki Ishikawa (Sengoku Basara 2 IN)
15. Find the Blue / Kanako Ito + Shikura Chiyomaru (Chaos;Head OP)
16. Sky Clad no Kansokusha  / Kanako Ito + Shikura Chiyomaru (Steins;Gate OP)
17. Bad Apple!! / Nomico + Masayoshi Minoshima
18. Braveheart / THE GOMBAND (Black Rock Shooter ED)
19. Black Rock Shooter / THE GOMBAND (Black Rock Shooter OP)
20. Tori no Uta / Lia (Air OP)
21. My Soul, Your Beats! / Lia (Angel Beats OP)
22. Alchemy / Girls Dead Monster (Marina) (Angel Beats IN)
23. Crow Song / Girls Dead Monster (Lisa) (Angel Beats IN)
24. Brave Song / Lia + Girls Dead Monster (Lisa, Marina) (Angel Beats IN)
25. Butterfly Kiss / Chihiro Yonekura (Rave Master OP)
26. Will / Chihiro Yonekura (Hoshin Engi OP)
27. Yuzurenai Negai / Chihiro Yonekura + Naomi Tamura (Magic Knight Rayearth OP)
28. Crystal Energy / Minami Kuribayashi (Mai-Otome OP)
29. Meiya Kanderou / Minami Kuribayashi (Katanagatari OP)
30. Unreal Paradise / Minami Kuribayashi (Kämpfer OP)
31. Now Loading...SKY!! / Sphere (Asobi ni Iku yo! OP)
32. Super Noisy Nova / Sphere (Sora no Manimani OP)
33. Future Stream / Sphere (Hatsukoi Limited OP)
34. Yokubou∞ / GRANRODEO (Yamato Kareshi Archivado el 26 de diciembre de 2010 en Wayback Machine. OP)
35. ROSE HIP-BULLET / GRANRODEO (Togainu no Chi OP)
36. Once & Forever / GRANRODEO (Muv-Luv Alternative OP)
37. Maximizer / JAM Project
38. TRANSFORMERS EVO. / JAM Project (Transformers Animated OP)
39. HERO / JAM Project
40. GONG～SKILL! / JAM Project (2nd Super Robot Wars Alpha OP)

Encore:
1. RE:BRIDGE ～Return to Oneself～ / Anisama 2010 artists (Animelo 2009 theme song)
2. Evolution ～for beloved one～ / Anisama 2010 artists (Animelo 2010 theme song)

Día 2 - 29 de agosto.
1. Sousei no Aquarion / Minori Chihara + May'n (Sousei no Aquarion OP)
2. Paradise Lost / Minori Chihara (Ga-rei Zero OP)
3. Yasashii Boukyaku / Minori Chihara (The Disappearance of Haruhi Suzumiya ED)
4. Freedom Dreamer / Minori Chihara
5. Baka go Home / Milktub (Baka to Test to Shōkanjū ED)
6. Happy Go! / Milktub
7. Get Wild / Psychic Lover + Milktub (City Hunter ED)
8. Cho ! Saikyo ! Warriors / Psychic Lover (Bakugan Battle Brawlers New Vestroia OP)
9. Samurai Sentai Shinkenger / Psychic Lover (Samurai Sentai Shinkenger OP)
10. Astro Rider / Crush Tears
11. Communication Breakdown / Crush Tears (Bakugan Battle Brawlers New Vestroia ED)
12. SERIOUS-AGE / Faylan (Broken Blade ED)
13. Senjou ni Saita Ichirin no Hana / Faylan (Shirokishi Monogatari OP)
14. Errand / Faylan (Seikon no Qwaser OP)
15. Ameagari no Mirai / Milky Holmes (Tantei Opera Milky Holmes OP)
16. Renka Teiran  / Masami Okui (Kohime Musou OP)
17. Flower / Masami Okui
18. Arrival of Tears / Ayane (11eyes OP)
19. Angelic Bright / Ayane (Higurashi no Naku Koro ni: Kizuna OP)
20. Northern Lights / Ayane + Faylan (Shaman King OP)
21. Tondoru Baby / Halko Momoi (Akahori Gedou Hour Rabuge ED)
22. 21 Seiki / Halko Momoi
23. 勝利の女ネ申☆ / Halko Momoi (Nico Nico Douga Football Specials OP)
24. Believe in Nexus / Masaaki Endoh (Yu-Gi-Oh! 5D's OP)
25. Carry On / Masaaki Endoh (Muv-Luv Alternative IN)
26. Baragoku Otome / ALI PROJECT (Rozen Maiden Ouvertüre OP)
27. Katana to Saya / ALI PROJECT (Katanagatari OP)
28. Ranse Heroica / ALI PROJECT (Fate/Extra OP)
29. Universal Bunny / May'n (Macross F: The False Diva CM song)
30. Ai wa Furu Hoshi no Gotoku / May'n (Sankoku Engi ED)
31. Ready Go! / May'n (Ookami-san to Shichinin no Nakama-tachi OP)
32. Oshiete A to Z / Yukari Tamura (B Gata H Kei OP)
33. Tiny Rainbow / Yukari Tamura (Magical Girl Lyrical Nanoha: The Battle of Aces ED)
34. Fancy Baby Doll / Yukari Tamura
35. You & Me / Yukari Tamura feat. motsu (Card Gakuen OP)
36. Shooting Star / KOTOKO (Onegai Teacher OP)
37. Loop-the-Loop / KOTOKO (Motto To Love-Ru OP)
38. Re:Sublimity / KOTOKO (Kannazuki no Miko OP)
39. Don't be long / Nana Mizuki (Magical Girl Lyrical Nanoha Movie 1st IN)
40. Next Arcadia / Nana Mizuki
41. Phantom Minds / Nana Mizuki (Magical Girl Lyrical Nanoha Movie 1st OP)
42. UNCHAIN∞WORLD / Nana Mizuki + Masami Okui (Super Robot Taisen OG Saga: Endless Frontier OP)

Encore:
1. Generation-A / Anisama 2010 artists (Animelo 2007 theme song)
2. Evolution ～for beloved one～ / Anisama 2010 artists (Animelo 2010 theme song)

### Media

#### CD
Evolution ～for beloved one～
Fecha de salida: 23 de junio de 2010
Letra: Masami Okui
Composición: Minami Kuribayashi
Animelo Summer Live 2010 -evolution- Theme Song

### Anisama Girl's Night
- Lugar: Osaka (día 31 de octubre) y Tokio (día 3 de noviembre)

#### 31 de octubre
- Natsuko Asō
- Masami Okui
- Minami Kuribayashi
- Asami Shimoda
- Ryoko Shintani
- Suara
- Stephanie
- Faylan
- May'n

#### 3 de noviembre
- Natsuko Asō
- Asami Imai
- Masami Okui
- Minami Kuribayashi
- Hiromi Sato
- Asami Shimoda
- Ryoko Shintani
- Stephanie
- Aiko Nakano
- Faylan
- Aki Misato

### Lista de canciones
Día 1 - 31 de octubre.
1. Miracle Upper WL / Masami Okui + May'n (Ontama!! OP)
2. Rondo-Revolution / Masami Okui (Shoujo Kakumei Utena OP)
3. STRATEGY / Masami Okui (Kanokon OP)
4. Birth / Masami Okui (Cyber Team in Akihabara OP)
5. HONEY TEE PARTY! / Ryoko Shintani
6. Black Very Pie / Ryoko Shintani
7. CANDY☆POP☆SWEET☆HEART / Ryoko Shintani (Hime-sama Goyōjin ED)
8. More-more Lovers!! / Natsuko Aso (MM! ED)
9. Perfect-area Complete! / Natsuko Aso (Baka to Test to Shoukanjuu OP)
10. Tsumeato / Aiko Nakano (Dance in the Vampire Bund ED)
11. FriendS / Aiko Nakano (Dance in the Vampire Bund OP)
12. Moonlight Densetsu / Natsuko Aso + Ryoko Shintani + Asami Shimoda (Sailor Moon OP)
13. Sobakasu / Ryoko Shintani + Natsuko Aso (Rurouni Kenshin OP)
14. Egao ni Aitai / Asami Shimoda + Faylan  (Marmalade Boy OP)
15. DANZEN! Futari wa Precure / Faylan + Stephanie (Futari wa Pretty Cure OP)
16. Cutie♥Honey / Minami Kuribayashi + Masami Okui (Cutie Honey OP)
17. Kokoro / Asami Shimoda
18. Rin Rin Signal / Asami Shimoda
19. G.F.N.(Girls Friday Night) / Masami Okui + Faylan + Asami Shimoda (Anisama Girl's Night IN)
20. Errand / Faylan (Seikon no Qwaser OP)
21. Spring ~Kimi to no Melody~ / Faylan
22. Honnou No Doubt / Faylan (Tantei Opera Milky Holmes ED)
23. Kimi Ga Iru Kagiri / Stephanie (Engage Planet Kiss Dum ED)
24. Friends / Stephanie (Mobile Suit Gundam 00 ED)
25. Musouka / Suara (Utawarerumono OP)
26. Mata Aeru Sono hi Made / Suara
27. Seiza / Suara (Kusari ED)
28. Precious Memories / Minami Kuribayashi (Kimi ga Nozomu Eien OP)
29. Namida no Riyuu / Minami Kuribayashi (School Days ED)
30. Tsubasa wa Pleasure Line / Minami Kuribayashi (Chrono Crusade OP)
31. Yuzurenai Omoi / May'n (Sengoku Basara 2 IN)
32. Shinjitemiru / May'n (Incite Mille Nanokakan no Death Game OP)
33. Ready Go!! / May'n (Ookami-san to Shichinin no Nakama-tachi OP)
34. Lion / May'n (Macross F OP)
35. Nettaiya Girls / Anisama Girls (Anisama Girl's Night theme song)

Encore:
1. G.F.N.(Girls Friday Night) / Anisama Girls (Anisama Girl's Night IN song)
2. Nettaiya Girls / Anisama Girls (Anisama Girl's Night theme song)

Día 1 - 3 de noviembre.
1. Hare Hare Yukai / Masami Okui + Minami Kuribayashi + Faylan + Aki Misato + Natsuko Aso + Ryoko Shintani + Asami Shimoda (The Melancholy of Haruhi Suzumiya ED)
2. GuriGuri / Hiromi Sato (Green Green OP)
3. Angelica / Hiromi Sato
4. Angelic Symphony / Hiromi Sato (Galaxy Angel Eternal Lovers OP)
5. Tsumeato / Aiko Nakano (Dance in the Vampire Bund ED)
6. Friends / Aiko Nakano (Dance in the Vampire Bund OP)
7. Kimi Ga Iru Kagiri / Stephanie (Engage Planet Kiss Dum ED)
8. Friends / Stephanie (Mobile Suit Gundam 00 ED)
9. More-more Lovers!! / Natsuko Aso (MM! ED)
10. Perfect-area Complete! / Natsuko Aso (Baka to Test to Shoukanjuu OP)
11. Zankoku na Tenshi no These / Masami Okui + Aiko Nakano (Neon Genesis Evangelion OP)
12. Touch / Hiromi Sato + Aiko Nakano + Stephanie (Touch OP)
13. For Fruits Basket / Asami Imai + Asami Shimoda + Natsuko Aso  (Fruits Basket OP)
14. Catch You Catch Me / Aki Misato + Ryoko Shintani + Asami Shimoda (Sakura Card Captors OP)
15. Tamashii no Refrain / Minami Kuribayashi + Faylan (Evangelion: Death and Rebirth OP)
16. Errand / Faylan (Seikon no Qwaser OP)
17. Spring ~Kimi to no Melody~ / Faylan
18. Honnou No Doubt / Faylan (Tantei Opera Milky Holmes ED)
19. G.F.N.(Girls Friday Night) / Masami Okui + Faylan + Asami Shimoda (Anisama Girl's Night IN)
20. Rin Rin Signal / Asami Shimoda
21. Aku no Meshitsukai / Asami Shimoda
22. Shoujo Meiro De Tsukamaete / Aki Misato (Strawberry Panic! OP)
23. Feel it / Aki Misato
24. Bokura no Jiyuu / Aki Misato (Super Robot Wars ED)
25. HONEY TEE PARTY! / Ryoko Shintani
26. Piece of Love / Ryoko Shintani
27. Marching Monster / Ryoko Shintani (Super Akibachikku Paradise OP)
28. Blue Water / Asami Imai + Ryoko Shintani (Nadia: The Secret of Blue Water OP)
29. Color Sanctuary / Asami Imai
30. Strawberry ~Amaku Setsunai Namida~ / Asami Imai (Nyan Koi ED)
31. Shangri-La / Asami Imai (Corpse Party OP)
32. Precious Memories / Minami Kuribayashi (Kimi ga Nozomu Eien OP)
33. Namida no Riyuu / Minami Kuribayashi (School Days ED)
34. Tsubasa wa Pleasure Line / Minami Kuribayashi (Chrono Crusade OP)
35. Get Along / Masami Okui + Minami Kuribayashi (Slayers OP)
36. Shuffle / Masami Okui (Yu-gi-oh OP)
37. STRATEGY / Masami Okui (Kanokon OP)
38. Sora ni kakeru hashi / Masami Okui (Tales of Eternia OP)
39. Nettaiya Girls / Anisama Girls (Anisama Girl's Night theme song)

Encore:
1. G.F.N.(Girls Friday Night) / Anisama Girls (Anisama Girl's Night IN song)
2. Nettaiya Girls / Anisama Girls (Anisama Girl's Night theme song)

### Media

#### CD
Nettaiya Girls
Fecha de lanzamiento: 2 de noviembre de 2010
Cantantes: Natsuko Aso, Asami Imai, Masami Okui, Minami Kuribayashi, Hiromi Sato, Asami Shimoda, Ryoko Shintani, Suara, Stephanie, Aiko Nakano, Faylan, Aki Misato
Letra: Masami Okui
Composición: Masami Okui
Anisama Girl's Night Theme Song

### Anisama in Shanghai

#### Artistas
- ALI PROJECT
- Yoko Ishida
- Masaaki Endoh
- Masami Okui
- Mitsuo Iwata
- Daisuke Ono
- Kenichi Suzumura
- Showtaro Morikubo
- Hironobu Kageyama
- Hiroshi Kitadani
- Kimeru
- Minami Kuribayashi
- JAM Project
- Miku Hatsune
- Faylan
- Yoshiki Fukuyama
- May'n

#### Lista de canciones
1. Victory / JAM Project
2. Soldier Dream / Hironobu Kageyama (Saint Seiya OP)
3. Errand / Faylan (Seikon no Qwaser OP)
4. Mind as Judgement / Faylan (Canaan OP)
5. Otome no Policy / Yoko Ishida (Sailor Moon R OP
6. STRIKE WITCHES 2 ~Egao no Mahou~ / Yoko Ishida (Strike Witches 2 OP
7. We Are!/ Hiroshi Kitadani (One Piece OP)
8. Makka na Chikai/ Yoshiki Fukuyama (Busou Renkin OP)
9. Make you Free / Kimeru (Prince of Tennis OP)
10. You got game? / Kimeru (Prince of Tennis ED)
11. Miku Miku ni Shite Agaeru / Miku Hatsune
12. おれパラップ / Mitsuo Iwata + Daisuke Ono + Kenichi Suzumura + Showtaro Morikubo
13. Stand down / Showtaro Morikubo
14. Mirror/ Showtaro Morikubo
15. Netsuretsu Answer / Daisuke Ono (Battle Spirits Brave ED)
16. だいすき / Daisuke Ono
17. In my space / Kenichi Suzumura
18. Tsuki to Sutoobu / Kenichi Suzumura
19. セルフ / Mitsuo Iwata
20. フルーツマ / Mitsuo Iwata
21. 眠るものたちへ / Mitsuo Iwata + Daisuke Ono + Kenichi Suzumura + Showtaro Morikubo
22. Waga Routashi Aku no Hana / ALI PROJECT (Code Geass: R2 ED)
23. Boukoku Kakusei Catharsis / ALI PROJECT (.hack//Roots ED)
24. Seishojo Ryouiki / ALI PROJECT (Rozen Maiden OP)
25. Precious Memories / Minami Kuribayashi (Kimi ga Nozomu Eien OP)
26. Shining☆Days / Minami Kuribayashi (Mai-Hime OP)
27. Tsubasa wa Pleasure Line / Minami Kuribayashi + Masami Okui (Chrono Crusade OP)
28. Zankoku na Tenshi no These / Masami Okui + Minami Kuribayashi + Faylan + Yoko Ishida (Neon Genesis Evangelion OP)
29. Rondo-revolution / Masami Okui (Shoujo Kakumei Utena OP)
30. Yuusha Oh Tanjou! / Masaaki Endoh (GaoGaiGar OP)
31. Cha-la Head Cha-la / Hironobu Kageyama (Dragon Ball Z OP)
32. Totsukegi Love Heart / May'n + Yoshiki Fukuyama (Macross 7 IN)
33. Diamond Crevasse / May'n (Macross F ED)
34. Ready Go!! / May'n (Ookami-san to Shichinin no Nakama-tachi OP)
35. Iteza Gogo☆Kyuji Don`t be late! / May'n (Macross F IN)
36. TRANSFORMERS EVO. / JAM Project (Transformers Animated OP)
37. Rescue Fire / JAM Project (Tomica Hero Rescue Fire OP)
38. Only One / JAM Project (Anisama in Shanghai Theme song)
39. GONG-SKILL / JAM Project

Encore:
1. Only One / Anisama in Shanghai Artists (Anisama in Shanghai Theme song)

## 2011
- Título: Animelo Summer Live 2011 -rainbow-
- Fecha: 27 y 28 de agosto de 2011
- Lugar: Saitama Super Arena
- Patrocinadores: Dwango, Nippon Cultural Broadcasting, Good Smile Company, Bushiroad
- Apoyo: Animax Broadcast Japan, NACK5, Saitama Super Arena
- Colaboración: King Records, Lantis, Geneon Entertainment, 5pb., flying DOG, Avex Trax, Realize Records, Akihabara Records

### Artistas

#### 27 de agosto
- Natsuko Aso
- JAM Project
- Minori Chihara
- May'n
- Elisa

#### 28 de agosto
- Minami Kuribayashi
- Maon Kurosaki
- JAM Project
- Nana Mizuki

## Enlaces
- Animelo Summer Live 2005 -THE BRIDGE-
- Animelo Summer Live 2006 -OUTRIDE-
- Animelo Summer Live 2007 Generation-A
- Animelo Summer Live 2008 -Challenge-
- Animelo Summer Live 2009 -RE:BRIDGE-
- Animelo Summer Live 2010 -Evolution-
- Anisama Girl's Night
- Animelo Search Results on Akibanana.com

- Datos: Q1074246